# عرب حسن کبیر
عرب حسن کبیر (به عربی: عرب حسن کبیر) یک روستا در سوریه است که در ناحیه مرکز منبج واقع شده‌است. عرب حسن کبیر ۲۷۶۰ نفر جمعیت دارد.